# بيني مارتنسون
بيني مارتنسون (بالسويدية: Benny Mårtensson)‏ هو لاعب كرة قدم سويدي، ولد في 6 نوفمبر 1957. لعب مع نادي تريليبورج ‏.